# ÷ (album)
Pour l’article homonyme, voir ÷.
Albums de Ed Sheeran
x
(2014) No.6 Collaborations Project
(2019)
Singles
1. Castle on the Hill
Sortie : 6 janvier 2017
2. Shape of You
Sortie : 6 janvier 2017
3. Galway Girl
Sortie : 17 mars 2017
4. Perfect
Sortie : 26 septembre 2017
5. Happier
Sortie : 23 mars 2018

÷ (« divide ») est le troisième album studio du chanteur Ed Sheeran, sorti en 2017 chez Asylum Records.
Les gros succès issus de l'album sont Shape of You et Castle on the Hill , premiers singles, la ballade Perfect et Galway Girl.

## Liste des titres
Édition standard
| No  | Titre                          | Durée |
| --- | ------------------------------ | ----- |
| 1.  | Eraser                         |       |
| 2.  | Castle on the Hill             |       |
| 3.  | Dive                           |       |
| 4.  | Shape of You                   |       |
| 5.  | Perfect                        |       |
| 6.  | Galway Girl                    |       |
| 7.  | Happier                        |       |
| 8.  | New Man                        |       |
| 9.  | Hearts Don't Break Around Here |       |
| 10. | What Do I Know?                |       |
| 11. | How Would You Feel (Paean)     |       |
| 12. | Supermarket Flowers            |       |

Édition deluxe
| No  | Titre          | Durée |
| --- | -------------- | ----- |
| 13. | Barcelona      |       |
| 14. | Bibia Be Ye Ye |       |
| 15. | Nancy Mulligan |       |
| 16. | Save Myself    |       |

## Clips vidéos
- Castle on the Hill : 23 janvier 2017
- Shape of You : 30 janvier 2017
- Galway Girl : 4 mai 2017
- Bibia Be Ye Ye : 2 août 2017
- Perfect : 9 novembre 2017
- Happier : 27 avril 2018

## Classements hebdomadaires
| Classement (2017)                  | Meilleure place |
| ---------------------------------- | --------------- |
| Allemagne (Media Control AG)       | 1               |
| Australie (ARIA)                   | 1               |
| Autriche (Ö3 Austria Top 40)       | 1               |
| Belgique (Flandre Ultratop)        | 1               |
| Belgique (Wallonie Ultratop)       | 2               |
| Canada (Canadian Albums)           | 1               |
| Danemark (Tracklisten)             | 1               |
| Écosse (OCC)                       | 1               |
| Espagne (Promusicae)               | 1               |
| États-Unis (Billboard 200)         | 1               |
| Finlande (Suomen virallinen lista) | 1               |
| France (SNEP)                      | 1               |
| Irlande (IRMA)                     | 1               |
| Italie (FIMI)                      | 1               |
| Norvège (VG-lista)                 | 1               |
| Nouvelle-Zélande (RIANZ)           | 1               |
| Pays-Bas (Mega Album Top 100)      | 1               |
| Portugal (AFP)                     | 1               |
| Royaume-Uni (UK Albums Chart)      | 1               |
| Suède (Sverigetopplistan)          | 1               |
| Suisse (Schweizer Hitparade)       | 1               |

## Certifications
| Région | Certification | Ventes/Streams |
| --- | ------------- | -------------- |
| États-Unis (RIAA) | 5 × Platine   | 2 000 000      |
| France (SNEP) | Diamant       | 570 000        |
| *Ventes selon la certification ^Mise en rayon selon la certification xNon précisé par la certification ‡ventes/streaming selon la certification |               |                |

## Réception commerciale

### Ventes mondiales
Selon le site Mediatraffic, l'album entre en pole position du classement hebdomadaire mondial des meilleures ventes lors de sa première semaine. Avec 1.719.000 exemplaires vendus (incluant le streaming), il surpasse largement Mission Enfoirés (2e) le nouvel album des Enfoirés ou encore Metallica dont l'opus Hardwired...To Self-Destruct (3e) fait un retour remarqué dans le Top.
Il reste en tête la seconde semaine (816.000 ventes), mais est détrôné ensuite par le nouveau titre de Drake, More Life, malgré 545.000 unités écoulées. En quatrième semaine, Ed Sheeran revient en tête avec 476 000 ventes. Ensuite, il passe à la deuxième place avec 336.000 unités. Au bout d'environ un mois, il cumule donc un total de près de 4 millions.
Au bout de six mois environ, le titre est à plus de 5,7 millions de ventes. Au bout de six, il est à plus de 7,1 millions.
÷ est l'album le plus vendu de l'année 2017 avec plus de 9,6 millions d'exemplaires. L'année suivante, il est quatrième avec près de 4 millions d'unités (pour un total de plus de 13,6 millions). En 2019, il est douzième avec presque 1,9 million de ventes (plus de 15,5 millions au total). En 2020, il est 35e avec plus d'1,3 million d'unités, s'approchant des 16 millions au total. En 2021, il est 33e avec le même score et il passe le cap des 17 millions de ventes au total.
En 2025 est, toujours selon le site, le 68e album le plus vendu de tous les temps dans le monde avec plus de 20 millions d'unités, entre Greatest Hits de Journey et Whitney de Whitney Houston.

### Certifications
L'album est certifié en 2021 cinq fois platine (5 millions de ventes) aux États-Unis, comme le précédent album. Il est certifié 9 fois or en Allemagne en 2020 pour 900 000 copies vendues puis cinq fois platine en janvier 2024, pour plus d'un million d'exemplaires. Il est certifié 7 fois platine en Italie en 2021. Au Royaume-Uni, l'album dépasse les 4 millions d'exemplaires vendus début 2023. Il est certifié 14 fois platine en février 2024 pour 4,2 millions d'équivalent-ventes. Au Canada (l'un des dix plus gros marchés de l'industrie de la musique), en mai 2023, Divide devient le premier album à contenir trois chansons certifiées diamant : Shape of You, Perfect et Castle on the Hill. Les deux premières sont mêmes certifiées double diamant. Divide demeure jusqu'en juillet 2023 l'album le plus écouté sur Spotify, avec plus de 13,4 milliards d'écoutes cumulées depuis sa sortie en 2017, avant d'être dépassé par Un verano sin ti du chanteur et rappeur portoricain Bad Bunny, sorti en 2022,.

### Succès des singles
En décembre 2023, Shape of You cumule à l'échelle mondiale plus de 3,7 milliards de streams sur Spotify, loin devant les autres titres d'Ed Sheeran. Sa chanson fait partie des six titres seulement dépassant les 3 milliards d'écoutes en février 2024. En France, en mai 2023, c'est sa chanson la plus écoutée sur Spotify avec 68 millions d'écoutes cumulées depuis 2017, ce qui en fait à cette date la 25e chanson la plus écoutée dans ce pays sur cette plate-forme depuis 2013. À l'échelle mondiale, c'est en 2023 la deuxième vidéo la plus vue sur YouTube pour un artiste masculin (6 milliards de vues, auxquelles il faut ajouter les 900 millions de vues pour la Official Lyric video). Au Royaume-Uni, c'est en 2022 la chanson la plus certifiée depuis l'an 2000 : neuf fois platine (plus de 5 millions de « ventes »). Un autre artiste a atteint ce stade auparavant, dans une autre époque, au temps des ventes réelles quand le streaming n'était pas encore pris en compte : Elton John avec la chanson Candle in the Wind 1997, à la suite de la mort de Lady Di. En août 2023, Shape of You est certifiée dix fois platine (6 millions d'équivalents ventes) : c'est la première fois qu'un single atteint cette certification. Ce titre est certifié diamant aux États-Unis en 2019 et 13 fois platine en septembre 2023. Il est également diamant en France, au Canada et en Italie, 17 fois platine en Australie, 11 fois platine en Espagne (2019) et en Nouvelle-Zélande, 9 fois platine en Suède et en Suisse, 6 fois platine en Allemagne (mai 2023, ce qui correspond à 2,4 millions de « ventes »), etc. En 2020, lorsque la Recording Industry Association of Japan (RIAJ) lance les certifications fondées sur le streaming, Ed Sheeran obtient une certification platine, ce qui fait de lui le premier artiste ou groupe international à l'obtenir, dans un marché dominé par les artistes japonais. En décembre 2023, la chanson est certifiée triple platine pour 300 millions de streams et là encore, c'est une première pour un artiste international.
Perfect est presque aussi populaire. Au Royaume-Uni, ce titre est certifié en mars 2023 huit fois platine (plus de 4,8 millions de « ventes »). Seule Shape of You fait mieux et seule une autre chanson d'un autre artiste atteint ce stade (Someone You Loved de Lewis Capaldi). Le single dépasse le seuil des 5 millions d'équivalents ventes en juillet 2023. Elle est certifiée 16 fois platine en Australie, diamant au Canada, en France, aux États-Unis (2019, treize fois platine en 2023), 9 fois platine en Italie (en 2019), 11 fois or en Allemagne en 2021, 7 fois platine en Espagne (2024), etc. La version originale de Perfect dépasse fin 2023 2,7 milliards d'écoutes sur Spotify ; elle figure dans les dix chansons ayant généré le plus d'écoutes sur cette plate-forme depuis 2014. Perfect est en 2023 sa deuxième vidéo la plus vue sur YouTube (3,6 milliards de vues auxquelles il faut ajouter plus de 500 millions de vues pour la version avec Andrea Bocelli et d'autres dizaines de millions pour la version audio avec Beyoncé). En revanche, en France, Perfect ne figure en mai 2023 qu'à la 5e place du classement de ses chansons les plus écoutées sur Spotify depuis 2013 (17 millions d'écoutes cumulées, dont 4 millions pour le remix avec Beyoncé).
Au Royaume-Uni, Castle on the Hill est certifiée cinq fois platine en 2021, six fois platine en juin 2023, puis sept fois platine en juillet 2025, Galway Girl certifiée quatre fois platine en 2022. Galway Girl est certifiée diamant en Allemagne en 2024. Cette chanson est certifiée huit fois platine au Canada en mai 2023 tandis qu'une autre, Happier, est sept fois platine dans ce pays. Castle on the Hill est certifiée quatre fois platine aux États-Unis en 2021. Castle on the Hill, Galway Girl et Happier dépassent chacune 1,2 milliard d'écoutes sur Spotify fin 2023. Galway Girl et Castle on the Hill dépassent les 500 millions de vues sur YouTube en mai 2023. En France, Happier est certifiée platine en 2020 (ce qui correspond depuis avril 2018 à 30 millions d'équivalent streams) et deux autres chansons de l'album sont certifiées or (pour 15 millions d'équivalent streams), Dive, en 2022, plus de 5 ans après la sortie de l'album, et Supermarket Flowers, en juillet 2023. Ces deux dernières chansons dépassent les 600 millions d'écoutes sur Spotify en 2023 à l'échelle mondiale.